# أرميلوس
أرميلوس (بالعبرية: ארמילוס‏)  هي شخصية معادية للمسيح في علم الآخرات اليهودي والذي سيغزو الأرض بأكمله، ويتمركز في القدس ويضطهد المؤمنين اليهود حتى هزيمته النهائية على يد المسيح اليهودي.